# Texiguat
Texiguat est une municipalité du Honduras, située dans le département de El Paraíso. Elle est fondée en 1606. La municipalité de Texiguat comprend 8 villages et 124 hameaux.

## Crédit d'auteurs
- (en) Cet article est partiellement ou en totalité issu de l’article de Wikipédia en anglais intitulé « Texiguat » (voir la liste des auteurs).